# Norbert Dörmann
Norbert Dörmann (* 31. August 1958 in Gelsenkirchen) ist ein ehemaliger deutscher Fußballspieler.

## Karriere
Bereits als Jugendlicher stand er mit dem FC Schalke 04 sowohl 1975 als auch 1976 im Finale um die deutsche A-Jugendmeisterschaft, nach der Junioren-Meisterschaft 1976 rückte er in den Schalker Bundesligakader auf. Der Libero war zudem Kapitän in verschiedenen Auswahlmannschaften des DFB. Von 1976 bis 1979 spielte er für Schalke 04 und wurde 1977 mit dem Team deutscher Vizemeister. 1979 wechselte Norbert Dörmann zum Revier-Rivalen Borussia Dortmund, für die er zwei Jahre in der Bundesliga aktiv war. Von 1981 bis 1987 spielte er zudem noch für Alemannia Aachen und Rot-Weiß Oberhausen in der 2. Bundesliga. Seine aktive Laufbahn ließ er später in der Oberliga Nordrhein beim Wuppertaler SV sowie dem 1. FC Bocholt ausklingen.
Norbert Dörmann absolvierte insgesamt 60 Bundesligaspiele und erzielte dabei zwei Treffer. In der 2. Bundesliga kam er auf 147 Einsätze bei 18 Toren.